# 声镊
声镊是一种通过声波控制物体运动的技术。在声场中，物体在声辐射力的作用下，移动到声场的特定区域。与光镊相比，声镊可将所操纵的物体大小从微米级提高到厘米级。